# Rita Hovink
Rita Hovink, pseudoniem van Hendriekje Jannie Vink, (Beverwijk, 3 maart 1944 – Hilversum, 7 september 1979) was een Nederlandse zangeres. Ze had een dramatisch timbre en heeft haar grootste bekendheid te danken aan het enkele jaren voor haar dood verschenen nummer Laat me alleen.

## Carrière

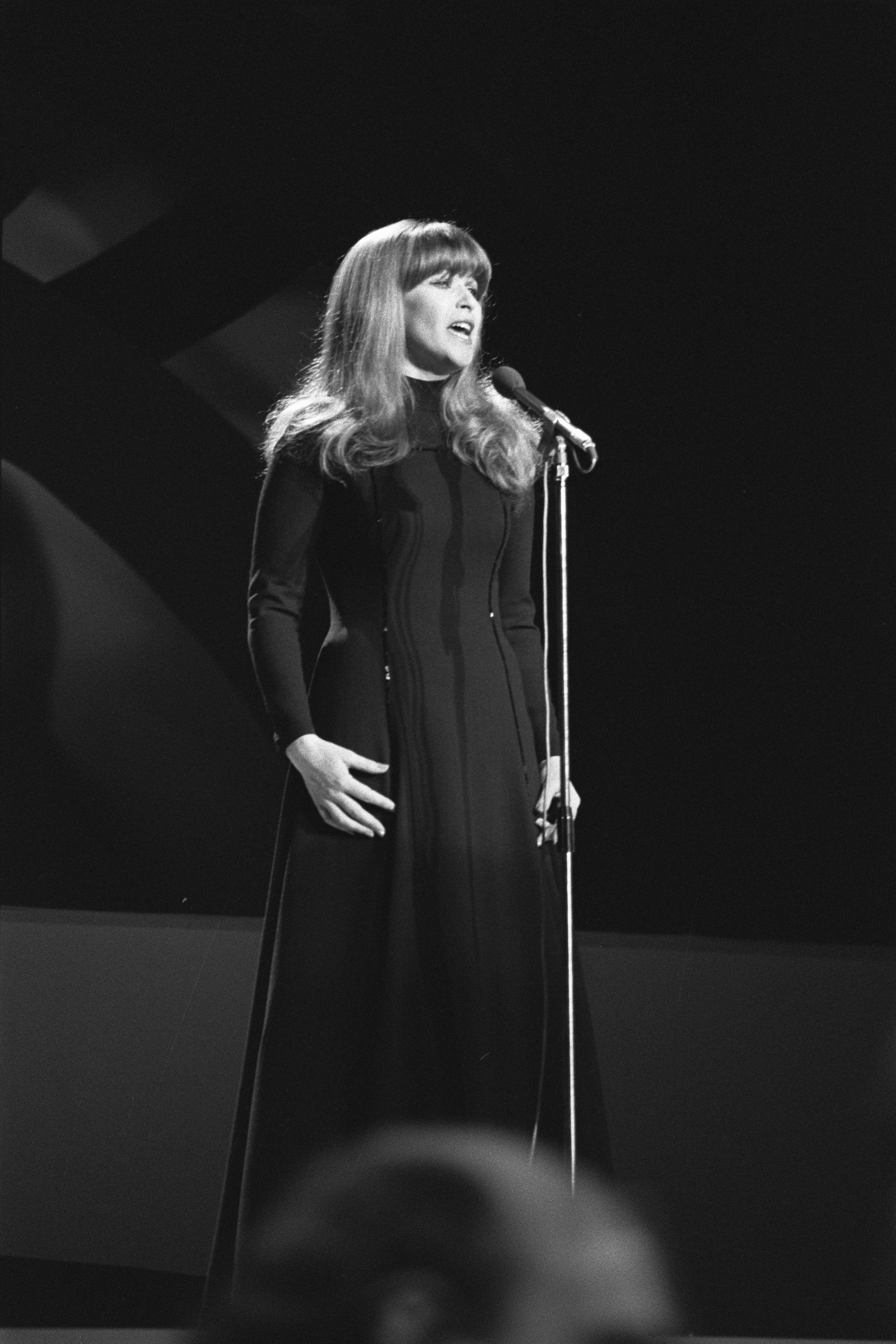
Hovink tijdens het Nationaal Songfestival 1977

Rita Hovink wilde toen ze jong was toneelspeelster worden. Ze deed in 1959 met succes mee aan een talentenjacht van Max van Praag, en besloot daarop zangeres te worden. Haar eerste optreden was in de Herman van Keeken-show. Hierna zat Hovink bij de Jonge Flierefluiters en de Leather Jackets, en trad ze veel op voor Amerikaanse militairen in Duitsland. Hovink zong zowel in het Nederlands als in het Engels.
In 1964 maakte Hovink deel uit van het Nederlandse team bij het Songfestival van Knokke, dat de eerste prijs won. In datzelfde jaar verscheen haar debuutsingle Yeah yeah yeah, en werd haar derde single, Die eerste zoen, een hit. In 1970 verscheen haar eerste album, Love me or leave me, met vooral jazz-nummers. Vanaf 1976 had Hovink verschillende hits, waaronder Ay Dolores en Laat me alleen, een cover van het lied Pazza idea van Patty Pravo. Ze nam met het nummer Toen kwam jij deel aan het Nationaal Songfestival 1977, waar ze op de laatste plaats eindigde.
In 1978 maakte ze haar laatste single ...Zegt mijn man, een bewerking van het nummer Das Bisschen Haushalt, sagt mein Mann van de Duitse zangeres-actrice Johanna von Koczian, dat ook op haar laatste album werd opgenomen.

## Postuum
Na Hovinks overlijden kwam een compilatiealbum uit met haar beste nummers. In 1981 werd de single Laat me alleen opnieuw uitgebracht en werd een kleine hit. In 1986 verscheen een verzamelalbum met dezelfde naam.
In december 2007 zong Gerard Joling tijdens zijn "Stout en nieuw 2007" concerten het nummer Laat me alleen. Tijdens een van de twee concerten was Milou Vink, de dochter van Hovink, aanwezig. Zij was zeer onder de indruk van de uitvoering van Joling en vroeg hem een duet met haar reeds overleden moeder op te nemen. Joling nam het nummer op, gebruikmakend van de originele opnames van Hovink uit 1976. Op 29 november 2008 kwam Laat me alleen als duet opnieuw binnen in de Single Top 100 op nummer 13 en stond het nummer ook in de Nederlandse Top 40 en de Mega Top 50. Op 20 december bereikte het de eerste plaats in de lijst. Voor de videoclip werd de originele video gebruikt, waarbij Joling digitaal ingevoegd werd.
Van haar album Love me or leave me uit 1970 werd in 2019 (bijna 50 jaar later) de originele mastertape gevonden in het huis van haar dochter Milou. Journalist Frank Jochemsen nam het initiatief om het album opnieuw uit te brengen.

## Privé
Twee dagen voor haar 18de verjaardag trouwde Hovink op 1 maart 1962 in Hilversum met Cornelis Ariën Einmahl (1937-2009), pianist, arrangeur, zanger bandleider van The Vips onder zijn artiestennamen Jimmy Once en later Corneel. Uit het huwelijk, dat in hetzelfde jaar strandde, werd op 17 september 1962, dochter Marie Louise (Milou) geboren.
Op 1 februari 1971 was Hovink betrokken bij een ernstig auto-ongeluk, waardoor zij een tijdlang in het ziekenhuis moest doorbrengen.
In 1976 werd Hovink ernstig ziek. Ze onderging in de jaren hierna een aantal zware operaties, leek te herstellen, maar overleed uiteindelijk in 1979 op 35-jarige leeftijd aan de gevolgen van borstkanker. Hovink liet een dochter achter.
In 2018 eerde Beverwijk haar door in de nieuwbouwwijk Binnenduin een straat naar haar te vernoemen: "Rita Hovinkstraat".

## Discografie

### Albums
| Album met eventuele hitnotering(en) in de Nederlandse Album Top 100 | Datum van verschijnen | Datum van binnenkomst | Hoogste positie | Aantal weken | Opmerkingen     |
| ------------------------------------------------------------------- | --------------------- | --------------------- | --------------- | ------------ | --------------- |
| Love me or leave me                                                 | januari 1970          | -                     |                 |              | heruitgave 2019 |
| From Rita with love                                                 | oktober 1973          | -                     |                 |              |                 |
| Een rondje van Rita                                                 | september 1976        | -                     |                 |              |                 |
| Ik wil vrouw zijn                                                   | mei 1978              | -                     |                 |              |                 |
| De beste                                                            | september 1979        | -                     |                 |              |                 |
| De onvergetelijke Rita Hovink                                       | 1982                  | -                     |                 |              |                 |
| Laat me alleen                                                      | april 1986            | -                     |                 |              |                 |
| Antonio                                                             | juni 1998             | -                     |                 |              |                 |

### Singles
| Single met eventuele hitnotering(en) in de Nederlandse Top 40 | Datum van verschijnen | Datum van binnenkomst | Hoogste positie | Aantal weken | Opmerkingen                 |
| ------------------------------------------------------------- | --------------------- | --------------------- | --------------- | ------------ | --------------------------- |
| Die eerste zoen                                               | 1964                  | 14-11-1964            | 41              | 6            | pre-Top 40                  |
| Sigaren en sigaretten                                         | september 1966        | -                     | -               | -            |                             |
| Ay Dolores                                                    | mei 1976              | 10-07-1976            | 21              | 6            |                             |
| Laat me alleen                                                | oktober 1976          | 22-01-1977            | 29              | 4            |                             |
| Antonio                                                       | mei 1977              | 13-08-1977            | 26              | 3            |                             |
| Draai je om                                                   | november 1977         | 24-12-1977            | tip11           | -            |                             |
| Wek me voordat je gaat                                        | juni 1978             | 22-07-1978            | tip11           | -            |                             |
| ...Zegt mijn man                                              | 1978                  | -                     | -               | -            |                             |
| Laat me alleen                                                | 2008                  | 12-12-2008            | 19              | 6            | Postuum / met Gerard Joling |

### NPO Radio 2 Top 2000
| Nummer met noteringen in de NPO Radio 2 Top 2000 | '99 | '00 | '01 | '02 | '03 | '04 | '05 | '06 | '07 | '08 | '09 | '10 | '11 | '12  | '13  | '14  | '15  |
| ------------------------------------------------ | --- | --- | --- | --- | --- | --- | --- | --- | --- | --- | --- | --- | --- | ---- | ---- | ---- | ---- |
| Laat me alleen                                   | 518 | 754 | 960 | 911 | 976 | 713 | 270 | 620 | 705 | 599 | 634 | 883 | 989 | 1010 | 1272 | 1395 | 1523 |

1. ↑  Een vetgedrukt getal geeft de hoogste notering aan.
2. ↑  Deze tabel is bijgewerkt tot en met de laatste editie (2024).